# Diptychophora mitis
Diptychophora mitis là một loài bướm đêm trong họ Crambidae.